# Кавалек, Любомир
Любомир Кавалек (чеш. Lubomír Kaválek, англ. Lubomir Kavalek; 9 августа 1943, Прага — 18 января 2021, Рестон) — чехословацкий и американский шахматист, гроссмейстер (1965). Шахматист активного позиционного стиля, уверенно чувствовал себя в тактической борьбе. По профессии журналист, окончил Карлов университет в Праге.

## Шахматная карьера
Двукратный чемпион Чехословакии (1962 и 1968), двукратный чемпион США (1973 и 1978).
В составе команды ЧССР участник ряда олимпиад.
С 1968 года жил в США. Лучшие результаты в чемпионатах США: 1973 — 1—2-е (с Дж. Грифом); 1978 — 1-е места. С 1970 года выступал за команду США на олимпиадах. Участник межзональных турниров: Сус (1967) — 13—14-е; Манила (1976) — 7—9-е; Суботица (1987, выбыл после 6-го тура). В 1978 выиграл матч у У. Андерссона: 6½ : 3½ (+3 −0 =7).
Лучшие результаты в других международных соревнованиях: Варна (1965 и 1967) — 1-е и 1—3-е; Лейпциг (1965) — 2—3-е; Бухарест (1966) — 3-е; Зволле (1966) — 1-е; Сараево (1968) — 3—4-е; Амстердам (1968) — 1-е, Поляница-Здруй (1968) — 2-е; Афины (1968) — 2—4-е; Каракас (1970) — 1-е; Натанья (1971) — 1—2-е; Сан-Хуан (1971) —2—3-е; Лансароте (1973) — 1-е; Банаиг (1973) — 1-е; Амстердам (1973 и 1977) — 3-е, 3—4-е; Монтилья (1973) — 1—2-е; Манила (1973) — 3-е; Золинген (1974) — 1—2-е; Монтилья (1974, 1975, 1976 и 1977) — 2—3-е, 3— 4-е, 2—4-е и 2-е; Тилбург (1977) — 3— 6-е; Амстердам (1979, Кубок М. Эйве) — 2-е; Линарес (1981) — 5—6-е; Джэксонвилл (1981)— 1—3-е; Бохум (1981) — 1-е; Ганновер (1983) — 6—7-е; Нью-Йорк (1984) — 2—6-е; Золинген (1986) — 4-е места.
Согласно профилю на сайте ФИДЕ, на момент смерти Л. Кавалек не входил в число активных шахматистов, имел рейтинг 2527 пунктов и занимал 46-ю позицию в американском рейтинг-листе.

## Изменения рейтинга
| Графики недоступны из-за технических проблем. См. информацию на Фабрикаторе и на mediawiki.org. |